# Аккулак
Аккула́к (каз. Аққұлақ) — село у складі Аральського району Кизилординської області Казахстану. Входить до складу Аманоткельського сільського округу.
Населення — 232 особи (2021; 288 у 2009, 272 у 1999, 449 у 1989).